# دوري كرة القدم الأمريكية 1952–53
دوري كرة القدم الأمريكية 1952–53 هو موسم من دوري كرة القدم الأمريكية ‏. فاز فيه Philadelphia Nationals ‏.